# 邁克爾·馬索
邁克爾·馬索（西班牙語：Maykel Massó，1999年5月8日—），古巴田徑運動員，他代表古巴隊參加了日本舉行的2020年夏季奧林匹克運動會，並且在男子跳遠比賽上獲得銅牌。